# MFK Dínamo Moscovo
O MFK Dínamo de Moscovo (português europeu) ou MFK Dínamo Moscou (português brasileiro) (Dynamo Moscow, Dinamo Moskva, em russo: Дина́мо Москва) é um clube de futsal da Rússia. Foi fundado em 2002.

## Títulos
| INTERCONTINENTAIS | INTERCONTINENTAIS         | INTERCONTINENTAIS | INTERCONTINENTAIS                                                 |
|                   | Competição                | Títulos           | Temporadas                                                        |
| ----------------- | ------------------------- | ----------------- | ----------------------------------------------------------------- |
|                   | Copa Intercontinental     | 1                 | 2013                                                              |
| CONTINENTAIS      |                           |                   |                                                                   |
|                   | Competição                | Títulos           | Temporadas                                                        |
|                   | Taça da UEFA de Futsal    | 1                 | 2007                                                              |
| NACIONAIS         |                           |                   |                                                                   |
|                   | Competição                | Títulos           | Temporadas                                                        |
|                   | Superliga Russa de Futsal | 11                | 2003, 2004, 2005, 2006, 2007, 2008, 2011, 2012, 2013, 2016 e 2017 |
|                   | Copa Russa de Futsal      | 9                 | 2003, 2004, 2008, 2009, 2010, 2011, 2013, 2015 e 2016             |